# الجبانة (تعز)
الجبانة هي إحدى قرى الجمهورية اليمنية. وهي تتبع جغرافيًا لمحافظة تعز. وإداريًا لمديرية التعزية. يبلغ تعداد سكانها 1737 نسمة حسب الإحصاء الذي جرى عام 2004.